# A csavar fordul egyet (opera)
A csavar fordul egyet (angolul The Turn of the Screw) Benjamin Britten kamaraoperája (op. 54). Librettóját Myfanwy Piper írta Henry James azonos című kisregénye alapján. Ősbemutatója 1954. szeptember 14-én volt a velencei La Fenice operaházban, az English Opera Group társulatának előadásában. Magyarországon 2004. február 2-án mutatták be az Erkel Színházban.
Az opera rövid képekből áll, ezeket közzenék kötik össze, amik egy témát és tizenöt variációját adják ki. Az énekeseket kamaraegyüttes kíséri sok ütőhangszerrel és zongorával. Játékideje felvonásonként 53–55 perc.

## Szereplők
| Szereplő                      | Hangfekvés |
| ----------------------------- | ---------- |
| A nevelőnő                    | szoprán    |
| Miles, gyermek a gondozásában | fiúszoprán |
| Flora, gyermek a gondozásában | szoprán    |
| Mrs Grose, a házvezetőnő      | szoprán    |
| Peter Quint, korábbi inas     | tenor      |
| Miss Jessel, korábbi nevelőnő | szoprán    |

## Cselekménye
- Helyszín: Kelet-Anglia
- Idő: a 19. század közepén

A prológusban egy tenor énekes lép a függöny elé, és tájékoztatja a közönséget, hogy „fakuló tintával írt” régi történet következik két árva gyermekről és a gyámjuk által szerződtetett fiatal nevelőnőről. A gyám megtiltotta neki, hogy levelet írjon hozzá, a lakhelyül szolgáló kastély múltját kutassa és magára hagyja a gyermekeket.
Első felvonás
(a-moll téma.) 1. kép. Az utazás. Útban a világtól elzárt kastélyba, a nevelőnő a gyám különös feltételein gondolkozik.
(I., H-dúr variáció.) 2. kép. A fogadtatás. A kastélyban a gyermekek és a házvezetőnő fogadja a nevelőnőt, akinek jók az első benyomásai. 
(II., C-dúr variáció.) 3. kép. A levél. Miles iskolájából levél érkezik a fiú rossz viselkedéséről. Mrs. Grose tiltakozása és a gyermek tiszta tekintete meggyőzi, hogy figyelmen kívül hagyhatja az iskola véleményét.
(III., D-dúr variáció.) 4. kép. A torony. A nevelőnő a kellemes nyári estén a kertben hűsöl, mikor egy alakot vesz észre a kastély egyik tornyának ablakában. Találgatja, ki lehet: talán a szimpatikus gyám vagy egy őrült, vagy valaki más?
(IV., E-dúr variáció.) 5. kép. Az ablak. Mikor a gyermekek és a nevelőnő a kastély egyik szobájában játszanak, a különös alak benéz az ablakon. A házvezetőnő elmondja, hogy ez a korábbi, meghalt inas szelleme. Beszél az előző nevelőnőről, aki szintén visszajár kísérteni. Gonoszak voltak mindketten, szörnyű dolgokat követtek el. A nevelőnő megfogadja, hogy minden erejével megvédi Florát és Milest, és támogatásáról biztosítja Mrs. Grose is.
(V., F-dúr variáció.) 6. kép. A leckeóra. Otthoni tanulás közben Miles kis dalt fabrikál a latin malo szó jelentéseiből. Reméli, hogy szerzeménye a nevelőnő tetszését is elnyerte.
(VI., G-dúr variáció.) 7. kép. A tó. Florával egy tóhoz látogat a nevelőnő. A túlparton megjelenik Miss Jessel kísértete. A nevelőnő visszaküldi a kislányt a kastélyba, de meg van győződve, hogy elvesztette a gyermekeket.
(VII., Asz-dúr variáció.) 8. kép. Éjjel. A sötétben a két kísértet a kertbe hívja a gyermekeket. Eltűnésük után értük megy a nevelőnő. Milest faggatja, mit csinált ott, aki erre azt válaszolja, láthatja, hogy rosszalkodik.
Második felvonás
(VIII., Asz-dúr variáció.) 1. kép. Párbeszéd és monológ. A két kísértet megszűnt barátságukról beszélget. Miss Jessel azt mondja, elveszett egy labirintusban.
(IX., Fisz-dúr variáció.) 2. kép. A harangok. A templomkertben Flora és Miles versenyt énekel a kórista fiúkkal. A nevelőnő szerint a két régi alkalmazott bűneinek ők is részesei voltak. Különös beszélgetést folytat a fiúval, aminek a végére arra az elhatározásra jut, lépnie kell.
(X., F-dúr variáció.) 3. kép. Miss Jessel. A tanulószobában Miss Jessel szellemébe ütközik a nevelőnő. Elődje azt mondja, nem nyughat. Az új nevelőnő a tiltás ellenére levelet ír a gyámnak a kialakult helyzetről.
(XI., esz-moll variáció.) 4. kép. A hálószoba. Az elalváshoz készülő Milesnak beszámol a levélről a nevelőnő. Quint szelleme hallatszik, majd elalszanak a gyertyák. A fiú azt mondja, ezt is a volt inas tette.
(XII., E-dúr variáció.) 5. kép. Quint. Quint hangja felszólítja Milest, hogy szerezze meg a levelet. A fiú engedelmeskedik.
(XIII., C-dúr variáció.) 6. kép. A zongora. Flora a zongorán gyakorló Milest hallgatja a két felnőttel. A lány eltűnik a szobából. A nevelőnő és Mrs. Grose a keresésére indulnak.
(XIV., B-dúr variáció.) 7. kép. Flora. A lányt a tónál találják Miss Jessel szellemével, de őt csak a nevelőnő látja, Mrs. Grose nem. Flora ezt nem hiszi, mire a házvezetőnő elvezeti. A nevelőnő úgy gondolja, már csak magára számíthat.
(XV., A-dúr variáció.) 8. kép. Miles. Egy szörnyűségekkel teli éjszaka után Mrs. Grose a lány elutaztatására készül a kastélyból. A levél ellopását megemlíti a nevelőnőnek, aki Miles faggatja arról, ki vette rá erre a tettre. A fiú Quint hangjának kérésére hallgat egy darabig, majd kitör belőle egy kiáltás: „Peter Quint, te, ördög!”. Ezután holtan esik össze. A nevelőnő felfedezve halálát, Miles „malo-dalát” énekli siratásul.

## Diszkográfia
- Helen Donath (A nevelőnő), Michael Ginn (Miles), Ava June (Mrs Grose), Robert Tear (Peter Quint), Heather Harper (Miss Jessel) stb.; a Covent Garden Zenekara, vez. Sir Colin Davis (1981) Decca 478 4143